# Joffrey Pollet-Villard
Joffrey Pollet-Villard (* 4. Januar 1992 in Annecy) ist ein französischer Freestyle-Skier. Er startet in der Disziplin Halfpipe.

## Werdegang
Pollet-Villard startete im Januar 2008 in Les Contamines erstmals im Freestyle-Skiing-Weltcup und belegte dabei den 14. Platz. In der Saison 2010/11 erreichte er mit drei Top-Zehn-Platzierungen den 29. Platz im Gesamtweltcup und den vierten Rang im Halfpipe-Weltcup. Dies sind bisher seine besten Gesamtplatzierungen im Weltcup. Im Februar 2012 siegte er bei der SFR Freeski Tour in Tignes. In der Saison 2012/13 wurde er bei den Winter-X-Games 2013 in Aspen Fünfter und bei den Winter-X-Games-Europe 2013 in Tignes Siebter. Bei den Freestyle-Skiing-Weltmeisterschaften 2013 in Voss errang er den 12. Platz. Im Januar 2015 holte er bei den Freestyle-Skiing-Weltmeisterschaften am Kreischberg die Silbermedaille in der Halfpipe. Bei den X-Games Oslo 2016 kam er auf den 14. Platz.